# Siegfried zu Eulenburg-Wicken
Botho Karl Siegfried Graf zu Eulenburg-Wicken (* 10. Oktober 1870 in Krangen; † 18. Oktober 1961 in Lindau (Bodensee)) war deutscher Oberst, Führer eines nach ihm benannten Freikorps und Besitzer des Ritterguts Wicken im Landkreis Bartenstein.

## Leben

### Herkunft
Siegfried war der älteste Sohn des späteren Generals der Kavallerie Karl Botho zu Eulenburg (1843–1919) und dessen erster Ehefrau Luise Johanna Valeska, geborene von Bonin (1845–1871). Er war verheiratet mit Jeanne von der Burg (1872–1960), Tochter des Generals der Infanterie Ernst von der Burg. Gemeinsam hatten sie zwei Kinder: Siegrid zu Eulenburg (1898–1965) und Botho Ernst zu Eulenburg (1903–1944), der mit Adelheid Freiin von Weizsäcker (1916–2004), Tochter des Politikers und Staatssekretärs im Auswärtigen Amt Ernst Freiherr von Weizsäcker, verheiratet war.

### Militärkarriere
Der Abiturient des Berliner Friedrich-Wilhelm-Gymnasiums trat am 23. April 1889 als Avantageur in das 1. Garde-Regiment zu Fuß der Preußischen Armee in Potsdam ein. Hier wurde er am 14. Oktober 1890 Sekondeleutnant. Als solcher wurde Eulenburg vom 1. Oktober 1897 bis Juli 1900 zur weiteren Ausbildung an die Kriegsakademie kommandiert und zwischenzeitlich am 9. Februar 1899 zum Oberleutnant befördert. Nach kurzzeitigen Truppendienst folgte vom 1. April 1901 für zwei Jahre seine Kommandierung zum Großen Generalstab. Er kehrte dann wieder zu seinem Stammregiment zurück, wurde am 6. Juni 1905 zum Hauptmann befördert und am 27. September 1905 zum Chef der 10. Kompanie ernannt. Mit der Beförderung zum Major kam Eulenburg am 1. Oktober 1913 zum Regimentsstab.

#### Erster Weltkrieg
Bei der Mobilmachung 1914 erhielt Eulenburg das Kommando über das I. Bataillon. An dessen Spitze rückte er im Verbund mit der 1. Garde-Division in das neutrale Belgien ein. In der Schlacht bei Namur wurde Eulenberg am 24. August 1914 erstmals schwer verwundet. Erst im März 1915 war er wieder frontverwendungsfähig und kehrte zu seinem Bataillon zurück. Während der Winterschlacht in der Champagne wurde Eulenberg abermals verwundet, blieb aber bei seinem Bataillon. Im April 1915 verlegt er an die Ostfront, wo sich sein Verband in der Durchbruchsschlacht von Gorlice-Tarnów bewährte und anschließend am San zum Einsatz kam. Es folgten die Kämpfe bei Lubaczów und die Schlacht bei Grodek-Lemberg. Am 11. Juli wurde Eulenberg bei Baciska durch ein Schrapnell am Bauch schwer verwundet. Nach einem Lazarettaufenthalt war er erst im Oktober 1915 wieder verwendungsfähig. Er führte sein Bataillon nunmehr an der Westfront in den Stellungskämpfen bei Roye-Noyon. An der Somme übernahm Eulenburg kurzfristig am 30. Oktober 1916 für den erkrankte Kommandeur die Führung über das Königin Elisabeth Garde-Grenadier-Regiment Nr. 3. Nachdem der bisherige Regimentskommandeur Friedrich von Bismarck am 6. November 1915 gefallen war, trat Eulenberg schließlich am selben Tag die Nachfolge in seinem Stammregiment an. In der folgenden Schlacht an der Somme konnte er sich mit dem Regiment bewähren, erhielt das Ritterkreuz des Königlichen Hausordens von Hohenzollern mit Schwertern und nahm dann am Rückzug in die Siegfriedstellung teil. Zu Beginn der Schlacht an der Aisne lag sein Regiment zunächst als Eingreifreserve bereit und griff erst nach dem Angriff der Franzosen am Chemin des Dames in die Kämpfe ein. Eulenberg erhielt dabei den Auftrag, den verlorenen linken Abschnitt wieder zu erobern. Nach der Wiedereroberung erlitt er am folgenden Tag durch Granatsplitter seine insgesamt vierte Verwundung in diesem Krieg. Er verblieb jedoch bei seiner Truppe, konnte das ihm zugewiesene Gelände gegen Angriffe verteidigen und wurde schließlich Ende April 1917 aus der Front gezogen.
Er kam mit seinem Regiment in die Argonnen, wo es bis Anfang Juli 1917 verblieb, dann nach Osten verladen wurde und im Abschnitt Zloczow in Ostgalizien zum Einsatz kam. Während der Durchbruchsschlacht am Sereth ab 19. Juli 1917 konnte sein Regiment am ersten Tag 650 Gefangene einbringen sowie ein Geschütz, zwei MG und vier Minenwerfer erbeuten. Sein Divisionskommandeur Eitel Friedrich von Preußen reichte ihn für diese Erfolge zum Pour le Mérite ein, den Eulenburg am 27. August 1917 durch A.K.O. erhielt. Zu diesem Zeitpunkt lag das Regiment bereits auf dem nördlichen Flügel der Ostfront und beteiligte sich an der Eroberung von Riga. Anfang Oktober 1917 kam Eulenburg mit seinem Regiment wieder an die Westfront in die Gegend von Reims, wo es bis Ende Januar 1918 verblieb. Hier kämpfte es vom 21. März bis 6. April 1918 in der Großen Schlacht in Frankreich. Am 31. März gelang es elf feindliche Offiziere und 220 Mann gefangen zu nehmen und ein Geschütz, drei schwere sowie drei leichte MG und einen Tank zu erbeuten. Während der Kämpfe musste sein Regiment jedoch selbst hohe Verluste beklagen. Neun Offiziere, 173 Unteroffiziere und Mannschaften waren tot, 15 Offiziere, 779 Unteroffiziere und Mannschaften verwundet sowie 41 Mann vermisst. Eulenburg selbst wurde am 10. April zum fünften Mal verwundet. Nach mehrwöchiger Ruhe- und Ausbildungszeit an der Somme und in Belgien trat das aufgefüllte Regiment Ende Mai 1918 in die Kämpfe bei Soissons und Reims ein. Mitte Juli stand es an der Marne, überschritt bei Dormans den Fluss und konnte einige Kilometer Geländegewinn erzielen. Aufgrund der starken feindlichen Gegenstöße musste das Regiment durch die Oberste Heeresleitung jedoch auf das nördliche Flussufer zurückgenommen werden. Sein Brigadekommandeur Generalmajor von der Osten beantragte daraufhin für Eulenburgs Leistungen das Eichenlaub zum Pour le Mérite. Als lediglich einer von sechs Regimentskommandeuren wurde Eulenberg am 4. September 1918 mit diesem hohen Orden ausgezeichnet.
Nach kurzer Ruhezeit war sein Regiment Ende August 1918 in der Abwehrschlacht zwischen Oise und Aisne im Einsatz, wo Eulenberg vertretungsweise vom 26. bis 30. August 1918 auch die 1. Garde-Infanterie-Brigade führte. Anschließend verlegte er das Regiment in die Argonnen und kämpfte hier bis zum Waffenstillstand.

#### Freikorpsführer
Nach Kriegsende führte Eulenburg ab 12. November 1918 die Reste seines Regiments nach Potsdam in die Heimatgarnison zurück, wo es am 11. Dezember 1918 eintraf. Eulenberg legte jedoch das Kommando nieder, als er dieses mit Soldatenräten der Garnison teilen sollte. Er wurde daraufhin zum Kriegsministerium kommandiert und mit der Aufstellung eines Freikorps beauftragt. Im Februar 1919 stellte er das nach ihm benannte 1800 Mann starke Freikorps auf, das noch mit Teilen nach Kurland, dann nach Oberschlesien kam und zuletzt in Frankfurt (Oder) eingesetzt wurde. Im Juli 1919 wurde es als Reichswehr-Infanterie-Regiment 52 in die Vorläufige Reichswehr überführt. Eulenburg kommandierte das Regiment noch zwei Monate, wurde dann beurlaubt und am 31. März 1920 mit dem Charakter als Oberstleutnant aus dem Militärdienst verabschiedet.

### Nachkriegsjahre
Anschließend bewirtschaftete Eulenburg das Familiengut Wicken. Er war am Aufbau des heimatlichen Grenzschutzes beteiligt und von 1920 bis 1933 Landesführer des ostpreußischen Stahlhelms.
Eulenburg erhielt am 27. August 1939, dem sogenannten Tannenbergtag, den Charakter als Oberst verliehen.
Gegen Ende des Zweiten Weltkriegs musste er Mitte Januar 1945 von seinem Gut vor der anrückenden Roten Armee fliehen, die 2000 Kilometer lange Flucht endete in Lindau. Dort lebte er zusammen mit seiner Frau bei der Familie seiner Schwiegertochter Adelheid und deren Eltern Ernst und Marianne von Weizsäcker.

### Auszeichnungen und Ehrungen
- Roter Adlerorden IV. Klasse mit Krone[5]
- Kronenorden IV. Klasse[5]
- Ehrenkreuz III. Klasse des Fürstlichen Hausordens von Hohenzollern mit Krone[5]
- Ritterkreuz des Greifenordens mit Krone[5]
- Ritterkreuz I. Klasse des Herzoglich Sachsen-Ernestinisches Hausordens[5]
- Ritterkreuz I. Klasse des Friedrichs-Ordens[5]
- Ritterkreuz des Bulgarischen Militär-Verdienstordens mit Krone[5]
- Eisernes Kreuz (1914) II. und I. Klasse
- Verwundetenabzeichen (1918) in Gold
- Pour le Mérite
- Eichenlaub zum Pour le Mérite

Eulenburg war zudem Ehrenkommendator des Johanniter-Ordens. Später wurden ihm das Große Verdienstkreuz der Bundesrepublik Deutschland und der Preußenschild der Landsmannschaft Ostpreußen verliehen.